# Yvonne Dold-Samplonius
Pour les articles homonymes, voir Dold.
Yvonne Dold-Samplonius (née le 20 mai 1937 à Haarlem ; morte le 16 juin 2014 à Heidelberg en Allemagne) est une mathématicienne et historienne des mathématiques néerlandaise, elle travaille en particulier sur les mathématiques islamiques du Moyen Âge.

## Biographie
Yvonne Dold-Samplonius a obtenu en 1966 son diplôme en mathématiques de l'université d'Amsterdam (Doktoratsexamen), elle a étudié en 1966/67 à l'université Harvard sous la direction John Murdoch et a obtenu 1977, son doctorat avec une thèse intitulée Book of Assumptions of Aquatun. Depuis 1995, elle est membre associée du Centre interdisciplinaire pour le calcul scientifique (Interdisziplinäres Zentrum für wissenschaftliches Rechnen (de), IWR) de l'université de Heidelberg, avec lequel elle a édité plusieurs vidéos sur l'art géométrique islamique. En 1985, elle est professeure invitée à l'université de Sienne. En 2000, elle a organisé, avec Joseph Dauben la conférence 2000 Years of Transmission of Mathematical Ideas.
Elle s'intéresse notamment aux méthodes mathématiques utilisées par les architectes et bâtisseurs islamiques du Moyen Âge, par exemple, pour des mesures de volumes et des mesures de surfaces d'édifices religieux ou dans la conception de chapiteaux (Muqarnas). Dans les années 1960, elle s'est penchée sur le géomètre Abū Sahl al-Qūhī. Elle écrit des articles sur les mathématiciens islamiques dans le Dictionnaire du Moyen Âge (de) et dans le Dictionary of Scientific Biography : Al-Kashi, Al-Mahani.
Yvonne Dold-Samplonius était mariée depuis 1965 avec la mathématicien Albrecht Dold (1928-2011).
En 2002, elle est membre correspondant de l'International Academy for the History of Sciences. Elle était citoyenne d'honneur de Kashan en Iran.

## Publications
- Yvonne Dold-Samplonius : Practical Arabic Mathematics: Measuring the Muqarnas by al-Kashi, Centaurus 35, 193-242, (1992/3).
- Yvonne Dold-Samplonius : How al-Kashi Measures the Muqarnas: A Second Look, M. Folkerts (Ed.), Mathematische Probleme im Mittelalter: Der lateinische und arabische Sprachbereich, Wolfenbütteler Mittelalter-Studien Vol. 10, 56 - 90, Wiesbaden, (1996).
- Yvonne Dold-Samplonius : Calculation of Arches and Domes in 15th Century Samarkand, Nexus Network Journal, Vol. 2(3), (2000).
- Yvonne Dold-Samplonius : Calculating Surface Areas and Volumes in Islamic Architecture, The Enterprise of Science in Islam, New Perspectives, Eds. Jan P. Hogendijk et Abdelhamid I. Sabra, MIT Press, Cambridge Mass. pp. 235-265, (2003).
- Yvonne Dold-Samplonius, Silvia L. Harmsen : The Muqarnas Plate Found at Takht-i Sulaiman, A New Interpretation, Muqarnas Vol. 22, Leiden, pp. 85-94, (2005).
- (en) Yvonne Dold-Samplonius, « Al-Māhānī, Abū ‘Abd Allāh Muhammad Ibn ‘Īsā », Complete Dictionary of Scientific Biography, sur encyclopedia.com (consulté le 16 mai 2015)
- La thèse d'Yvonne Dold-Samplonius
- Yvonne Dold-Samplonius, « KĀSHĪ ou KACHI GHIYĀTH AL-DĪN JAMSHĪD MAS'ŪD AL- (mort en 1429) », sur Encyclopædia universalis (consulté le 8 mars 2015)

### Vidéos
- Yvonne Dold-Samplonius, Christoph Kindl, Norbert Quien : Qubba for al-Kashi, Video, Interdisciplinary Center for Scientific Computing (IWR), Heidelberg University, American Mathematical Society, (1996).
- Yvonne Dold-Samplonius, Silvia L. Harmsen, Susanne Krömker, Michael Winckler : Magic of Muqarnas, Video, Interdisciplinary Center for Scientific Computing (IWR), Heidelberg University, (2005).